# Rio San Salvador (Uruguai)

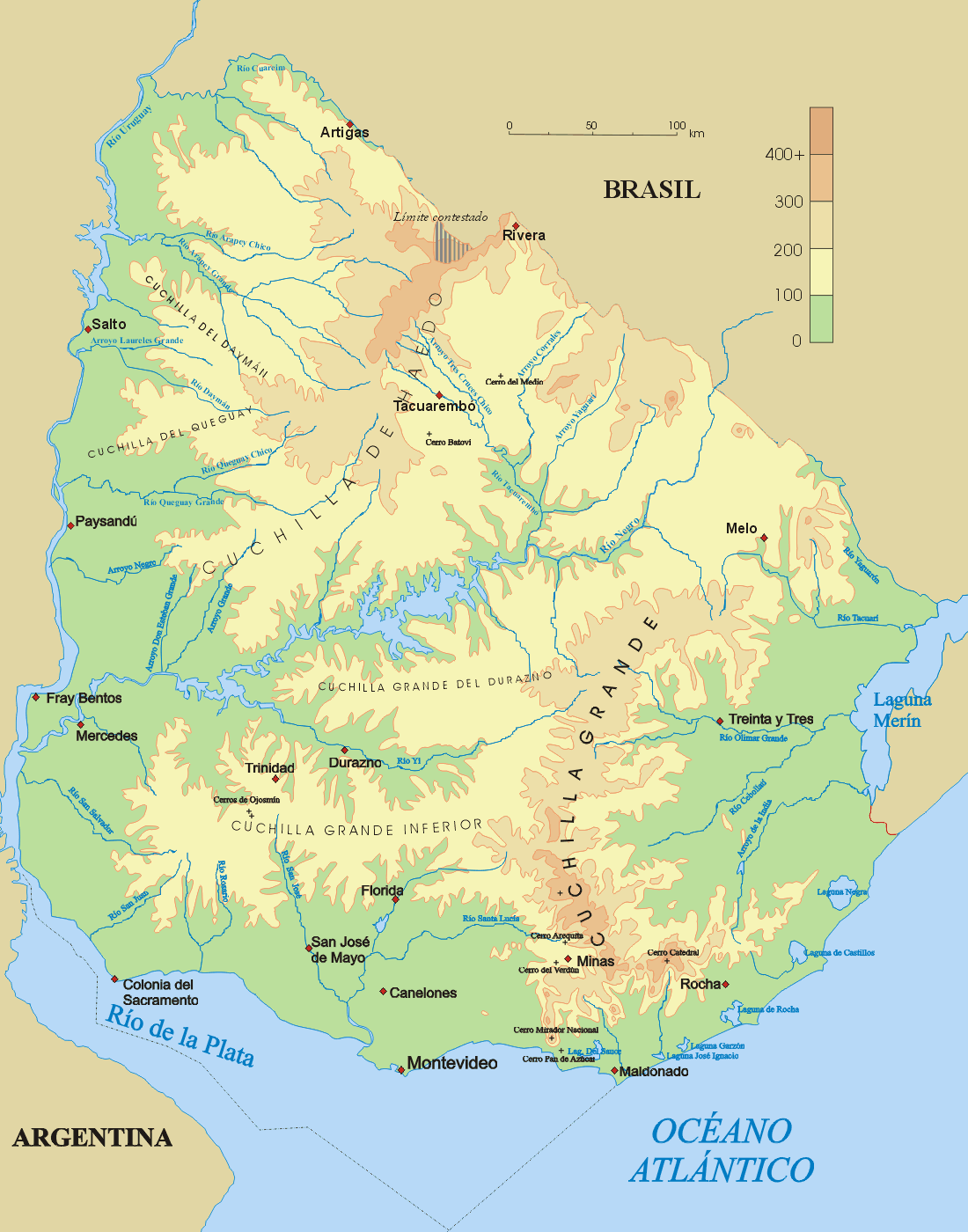
Mapa topográfico do Uruguai

O rio San Salvador é um curso de água que tem sua origem na nascente de mesmo nome, no Uruguai.
O rio banha a cidade de Dolores e desagua no rio Uruguai, próximo de Colonia Concordia.
Seu curso atravessa uma das mais férteis regiões agrícolas do Uruguai. A superfície da Bacia hidrográfica do rio é de, aproximadamente, 3000 km², seu comprimento e de aproximadamente 100 km.